# ميخائيل لاتي
ميخائيل لاتي (بالإنجليزية: Michael Lahti)‏ هو سياسي أمريكي، ولد في 1945 في هانكوك في الولايات المتحدة. حزبياً، نشط في الحزب الديمقراطي. وقد انتخب عضو مجلس نواب ميشيغان ‏.